# 佩克 (萨莫拉省)
佩克（西班牙語：Peque）是西班牙卡斯蒂利亚-莱昂萨莫拉省的一个市镇。 总面积39平方公里，总人口199人（2001年），人口密度5人/平方公里。